# 卡斯滕·凯勒
卡斯滕·凯勒（德語：Carsten Keller，1939年9月8日—），德国男子曲棍球运动员。他曾代表德国联队、西德参加1960年、1968年和1972年夏季奥林匹克运动会曲棍球比赛，获得一枚金牌。

## 家庭
父亲埃尔温·凯勒。长子安德烈亚斯·凯勒，次子弗洛里安·凯勒。女儿纳塔莎·凯勒。